# کراتاگل
کراتاگل (به انگلیسی: Crataegeus)
رده درمانی: کاهنده فشار خون
اشکال دارویی: قرص

## موارد مصرف
نارسائی قلبی، آترواسکلروز، فشار خون بالا، نامنظمی ضربان قلب و نارسائی عروق کرونر.

## مکانیسم اثر
گیاه کراتاگوس (Crataegeus) دارای سابقه مصرف طولانی در درمان نارسائی قلبی بخصوص همراه با دیگوکسین می‌باشد. این دارو اثر گلیکوزیدهای قلبی راتشدید می‌کند. این عمل از طریق مهارآنزیم تجزیه کننده cAMP یعنی فسفودی استراز انجام گرفته وپیوند با کانالهای کلسیم می‌شود.

## عوارض جانبی
ا مقادیر زیاد ممکن است موجب هیپوتانسیون شود.